# Glyptoscelis aridis
Glyptoscelis aridis är en skalbaggsart som beskrevs av Van Dyke 1938. Glyptoscelis aridis ingår i släktet Glyptoscelis och familjen bladbaggar. Inga underarter finns listade i Catalogue of Life.